# 拉沙佩勒布埃克西克
拉沙佩勒-布埃克西克（法語：La Chapelle-Bouëxic，法語發音：[la ʃapɛl bwɛksik]）是法国伊勒-维莱讷省的一个市镇，位于该省西南部，属于勒东区。

## 地理
拉沙佩勒-布埃克西克（47°55'45"N, 1°56'27"W）面积20.66 平方千米，位于法国布列塔尼大區伊勒-维莱讷省，该省份为法国西北部沿海省份，位于布列塔尼半岛东部，北濒大西洋，西接阿摩尔滨海省和莫尔比昂省，南至大西洋卢瓦尔省，西南端接曼恩-卢瓦尔省，东临马耶讷省，东北与芒什省接壤。
与拉沙佩勒-布埃克西克接壤的市镇（或旧市镇、城区）包括：博隆、博韦勒、吉尼昂、梅尔内勒、瓦勒达纳斯特。
拉沙佩勒-布埃克西克的时区为UTC+01:00、UTC+02:00（夏令时）。

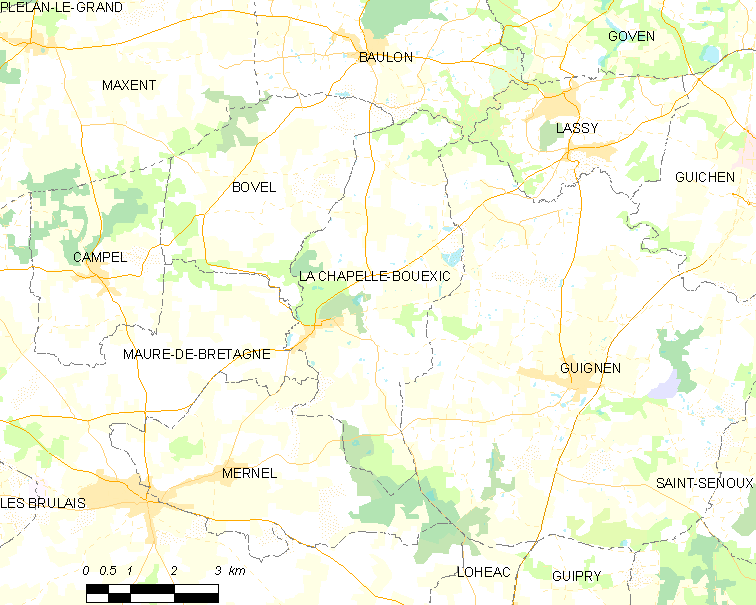
拉沙佩勒-布埃克西克的OSM定位图

## 行政
拉沙佩勒-布埃克西克的邮政编码为35330，INSEE市镇编码为35057。

## 政治
拉沙佩勒-布埃克西克所属的省级选区为吉尚县。

## 人口

1962-2008年间拉沙佩勒-布埃克西克人口变化图示

拉沙佩勒-布埃克西克于2022年1月1日时的人口数量为1527人。